# Francesco Moriero
Francesco Moriero (Lecce, Provincia de Lecce, Italia, 31 de marzo de 1969) es un exfutbolista y director técnico italiano. Se desempeñaba en la posición de centrocampista. Actualmente dirige al K. F. Laçi.

## Carrera como jugador
Francesco Moriero jugó en varios clubes italianos a lo largo de su carrera, incluidos Lecce (1986-1992), Cagliari (1992-94), Roma (1994-97), Inter de Milán (1997-2000) y Napoli (2000-2002).
Originario de Lecce, comenzó su carrera en el equipo juvenil del club local, haciendo su debut profesional con el equipo senior de Lecce durante la temporada 1986-87 de la Serie B. La temporada siguiente, jugó 35 partidos, anotó 3 goles, lo que ayudó al equipo a ascender a la Serie A. Jugó dos temporadas en la máxima categoría con el club, disputó 86 partidos y marcó 4 goles, antes de que descendiera a la Serie B una vez más. Durante la temporada 1991-92 de la Serie B, logró una marca personal de 6 goles en 34 partidos, antes de mudarse al Cagliari en 1992, donde debutó en competiciones europeas, ayudando notablemente al equipo a alcanzar la semifinal de la Copa de la UEFA 1993-94.
En 1994, fue traspasado a la Roma por 8.500 millones de liras italianas. Pasó 3 temporadas en el club, convirtiéndose en una figura importante, disputando 75 partidos en la Serie A y marcando 8 goles. En mayo de 1997, inicialmente había hecho un trato para fichar por Milan, pero en julio fichó por el Inter por 1 millón de Lit. en un intercambio entre los dos clubes de Milán que involucró a André Cruz, quien inicialmente estaba a punto de firmar un contrato con el Inter.
Debutó con el Inter en la primera jornada de la temporada de la Serie A 1997-98, el 31 de agosto de 1997, contra el Brescia, en el Estadio Giuseppe Meazza. Su carrera más notable y exitosa llegó con el club de Milán, y en su primera temporada, ganó la Copa de la UEFA 1997-98 con el entrenador Luigi Simoni, en particular anotando un gol de chilena contra el equipo suizo Neuchâtel Xamax durante el torneo. En la final también asistió al gol de Ronaldo poco después de entrar como suplente. El Inter también se perdió por poco el título de la Serie A ante la Juventus esa temporada, donde Moriero jugó 28 partidos de liga esa temporada, anotando 3 goles. Aunque hizo menos apariciones durante las siguientes dos temporadas debido a una lesión (hizo 28 apariciones en total, anotando 3 goles), también llegó más tarde a la final de la Copa Italia con el club, bajo la dirección de Marcello Lippi, antes de mudarse al Napoli en 2000. Durante la temporada 2000-01, hizo 14 apariciones, anotando un gol, aunque no pudo salvar al club del descenso. Terminó su carrera con el club en el 2002, con el equipo en la Serie B. En total disputó 287 partidos en la Serie A, anotando 21 goles.

## Selección nacional
Fue internacional con la selección de fútbol de Italia en 8 ocasiones y marcó 2 goles. Debutó el 28 de enero de 1998, en un encuentro amistoso ante la selección de Eslovaquia que finalizó con marcador de 3-0 a favor de los italianos. Hizo su última aparición el 9 de octubre de 2000, en una clasificación europea contra Bielorrusia, bajo la dirección de Dino Zoff, que terminó en un empate 0-0 fuera de casa.

### Participaciones en Copas del Mundo
| Mundial                        | Sede    | Resultado        |
| ------------------------------ | ------- | ---------------- |
| Copa Mundial de Fútbol de 1998 | Francia | Cuartos de final |

## Carrera como entrenador
En 2006, poco después de haber terminado con éxito sus estudios en el Centro Técnico Federale di Coverciano, Moriero fue nombrado entrenador del club marfileño Africa Sports. El 27 de julio de 2007, anunció que habían despedido a Moriero, nombrando a su asistente Salvatore Nobile como su sustituto.
El 7 de agosto, Moriero fichó por el club de la Serie C1 Lanciano, guiando al club bajo problemas financieros masivos que llevaron sucesivamente a la quiebra, una venta regulada por subasta y deducciones de puntos a lo largo de la temporada. Dirigió sucesivamente al F.C. Crotone para ganar los playoffs de la Lega Pro Prima Divisione y lograr el ascenso a la Serie B en la temporada 2008-09.
Luego se desempeñó como entrenador del club de la Serie B Frosinone desde julio de 2009 hasta abril de 2010. En septiembre de 2010 fue nombrado nuevo entrenador del Grosseto en la Serie B italiana, reemplazando a Luigi Apolloni, pero fue despedido más tarde en enero de 2011 debido a malos resultados. En la temporada 2012-13 volvió a ser nombrado entrenador del club, pero el 1 de octubre de 2012 fue despedido.
El 30 de junio de 2013, Moriero fichó por su antiguo club, el Lecce, aunque fue destituido el 24 de septiembre. El 1 de julio de 2014 fue contratado por el Catanzaro, aunque el club volvió a despedirlo el 9 de noviembre.
En mayo de 2017 fue nombrado entrenador del Sambenedettese. Fue despedido en noviembre, pero luego fue llamado nuevamente en abril de 2018. Dejó el club nuevamente el 30 de junio de 2018. En junio de 2019 fichó por el Cavese, pero fue despedido en septiembre tras 4 partidos de Serie C sin ganar.
El 30 de diciembre de 2020, fue anunciado como el nuevo entrenador del club albanés Dinamo Tirana, con Fabrizio Miccoli como asistente. El 2 de marzo de 2021, tanto Moriero como Miccoli renunciaron a sus funciones de entrenador en el club, después de haber estado al frente de solo dos partidos de liga con el club albanés.
El 21 de octubre de 2021, Moriero fue presentado como el nuevo entrenador de la selección de las Maldivas con un contrato de dos años.En julio de 2023, su contrato expiró y no fue renovado por la Asociación de Fútbol.
El 11 de octubre de 2024, asumió al frente del K. F. Laçi.

## Clubes

### Como futbolista
| Club            | País   | Año         |
| --------------- | ------ | ----------- |
| U. S. Lecce     | Italia | 1985 - 1992 |
| Cagliari Calcio | Italia | 1992 - 1994 |
| A. S. Roma      | Italia | 1994 - 1997 |
| A. C. Milan     | Italia | 1997        |
| Inter de Milán  | Italia | 1997 - 2000 |
| S. S. C. Napoli | Italia | 2000 - 2002 |

### Como entrenador
| Club                      | País            | Año             |
| ------------------------- | --------------- | --------------- |
| Africa Sports             | Costa de Marfil | 2006 - 2007     |
| S. S. Lanciano            | Italia          | 2007 - 2008     |
| F. C. Crotone             | Italia          | 2008 - 2009     |
| Frosinone Calcio          | Italia          | 2009 - 2010     |
| U. S. Grosseto            | Italia          | 2010 - 2011     |
| A. C. Lugano              | Suiza           | 2011 - 2012     |
| U. S. Grosseto            | Italia          | 2012 - 2013     |
| U. S. Lecce               | Italia          | 2013            |
| U. S. Catanzaro           | Italia          | 2014            |
| Catania                   | Italia          | 2016            |
| Sambenedettese            | Italia          | 2017            |
| Sambenedettese            | Italia          | 2018            |
| Cavese                    | Italia          | 2019            |
| Dinamo Tirana             | Albania         | 2020 - 2021     |
| Selección de las Maldivas | Maldivas        | 2021 - 2023     |
| K. F. Laçi                | Albania         | 2024 - presente |

## Palmarés

### Como futbolista

#### Copas internacionales
| Título          | Club           | País   | Año     |
| --------------- | -------------- | ------ | ------- |
| Copa de la UEFA | Inter de Milán | Italia | 1997-98 |